# Олівер і Компанія
«Олівер і Компанія» (англ. «Oliver & Company») — 27-й за рахунком мультфільм, створений студією Walt Disney Feature Animation. Прем'єра відбулася в США 18 листопада 1988 року, за основу сюжету якого був узятий роман Чарльза Діккенса «Пригоди Олівера Твіста».

## Сюжет
Дія мультфільму відбувається в кінці 80-х, в Нью-Йорку. Головний герой - кошеня Олівер - залишився непридбаним при роздачі кошенят і опинився на вулицях міста. На ранок, відчуваючи сильне відчуття голоду, Олівер вирішує вкрасти трохи сосисок у вуличного торговця Луї, але безуспішно. Досвідчений вуличний пес на ім'я Доджер (судячи із зовнішнього вигляду, якийсь покруч тер'єра) пропонує свою допомогу. Разом, вони вдало проводять операцію по вилученню сосисок у торговця, але Доджер, заволодівши видобутком, тікає, навіть не поділившись їжею зі своїм новим другом. Олівер намагається наздогнати пса і це йому вдається, що викликає деяке здивування у Доджера. Тим не менш, Доджер не збирається віддавати законну частину видобутку Оліверу і, проявляючи всі свої навички існування на вулицях великого міста, намагається вислизнути від нього.
Зрештою, Доджер разом з сосисками добирається до баржі свого власника, бездомного Фейгіна, щоб розділити здобич між своїми друзями - Тіто (чихуахуа), Ейнштейном (данський дог), Ритою (салюкі) і Френсісом, він же Френкі (бульдог). Олівер проникає на цю баржу, чим викликає загальне метушіння мешканців і безладне звалище. Все це закінчується з приходом Фейгіна, який приносить частування для своїх вихованців. Собаки кидаються до Фейгіна, а Ейнштейн облизує його великим, слинявим мовою, демонструючи вживу зміст виразу «собака - друг людини». Метою приходу Фейгіна є огляд речей, які добули за день члени собачої команди. Побачивши, що собаки повернулися сьогодні лише з кількома копійчаними дрібничками, він досить сильно засмучується. Фейгін каже їм, що у нього закінчується термін оплати боргу, який він взяв у агента суднобудівної компанії і за сумісництвом безжального лихваря Білла Сайкса. Тут з'являються два лютих добермана, Роско і ДеСото, власником яких є Білл Сайкс, і Фейгін розуміє, що мафіозо чекає його в автомобілі на пірсі. Лихвар знайомить надійшовшого Фейгіна зі своїми умовами: «щоб не було проблем, гроші повинні бути сплачені протягом трьох днів». Фейгін розуміє, що він не зможе знайти таку велику суму грошей і що його очікують великі проблеми. Під час їхньої розмови, Роско заграє з Ритою, а ДеСото знаходить і нападає на Олівера, який відразу ж дряпає йому ніс. Доджер і решта собаки захищають Олівера і після повернення Фейгіна добермани забираються. Захопившись сміливістю кошеня, яке не злякалося ДеСото, Фейгін приймає Олівера в свою команду.
Наступного дня, Фейгін разом зі своїми вихованцями відправляються в місто, де він безуспішно намагається продати здобуте майно в ломбарді. Тим часом тварини помічають дорогий автомобіль, за кермом якого знаходиться людина на ім'я Вінстон. Вінстон - дворецький багатої родини Фоксворт, який опікує їхню дочку Дженніфер, поки батьки перебувають у справах в Європі. Собаки придумують досить хитру штуку, щоб виманити Вінстона з машини. Тіто і Олівер проникають в неї і намагаються вкрасти радіоприймач, щоб Фейгін міг продати його і віддати борг Сайксу. В процесі цієї операції, Тіто, через Олівера і з причини своєї загальної недолугості, отримує удар струмом, а Олівер виявляється весь обплутаний проводами, поставши в такому вигляді перед очима Дженніфер, яка забирає його собі. Таким чином, кошеня знаходить турботливу господарку, ім'я та будинок. Також воно знаходить і недоброзичливців в особі Вінстона і, розбещеної батьками Дженні, породистої Жоржетти (пудель).
Тим часом собаки обговорюють план повернення котеняти в своє житло на баржі. Але вони не здогадуються, що Оліверу цілком непогано і там, де він зараз. Тим не менш, операція починається, в ході якої знову не обходиться без «жертв» - Тіто закохується в Жоржетту. Але, тим не менш, собакам вдається «врятувати» Олівера, до того ж Жоржетта сама допомагає їм непомітно втекти разом з кошеням.
На баржі Олівер відчуває, що не може повернутися до своїх друзів, тому що у нього з'явилася господиня Дженні і вона йому подобається. Обурений поведінкою Олівера, Доджер заявляє, що припиняє з ним дружбу, якщо він так хоче. Але він заспокоюється, коли з'являється Фейгін і бачить дорогий нашийник на Олівері, з адресою його нового будинку. Так до Фейгіна відразу приходить думка, що кошеня може принести для нього гроші і він пише записку.
Коли Дженні приходить додому зі школи, вона знаходить її. Прочитавши записку, розуміє, що за повернення свого котеняти їй треба заплатити великий викуп. Цієї ж ночі, взявши з собою карту з місцем зустрічі, побачену в записці, і Жоржетту, Дженніфер відправляється в міський порт.
Тепер Фейгіну треба переконати Сайкса, що він розробив хороший план, який стовідсотково принесе гроші, необхідні для оплати боргу. Фейгін приходить до контори Сайкса, але лихвар не радий наявності боржника і відсутності грошей, і спускає своїх доберманів. Доджер, ризикуючи бути загризеним, захищає Фейгіна, а останній благає Сайкса його послухати і показує нашийник Олівера. Сайкс зауважує, що нашийник дійсно дорогий і відкликає псів. Фейгін отримує в своє розпорядження 12:00 і напуття - «це твій останній шанс».
Тим часом, Дженні заплутується в карті і вважає, що заблукала, але не підозрює, що знаходиться точно за адресою. Перелякана і засмучена, вона зустрічає Фейгіна і починає пояснювати йому, що намагається знайти жахливу людину, яка вкрала її кошеня. Фейгіну стає недобре від того, що «багатий власник» всього лише маленька дівчинка, яка взяла свою скарбничку і йде викуповувати свого вихованця. Відчуваючи сильне почуття провини, він робить вигляд, що випадково знайшов кошеня і повертає їй Олівера. Як тільки Дженніфер бере кошеня, з'являється Сайкс в своєму чорному автомобілі, викидає Олівера і хапає її. Робить він це з метою отримання викупу від багатих батьків Дженні. Далі, Сайкс каже Фейгіну «мовчати», «вважай, ти мені більше не повинен» і їде разом з Дженні. Фейгін не радий такому повороту подій, йому тепер вже страшно за дівчинку. Олівер, Доджер і решта собаки, включаючи Жоржетту, біжать по сліду викрадача, щоб врятувати Дженні.
Добігши до місця контори Сайкса, команда Доджера і Жоржетта знову розробляють декілька дій з порятунку Дженніфер. Але Сайкс і його злі пси не дрімають, перешкоджають здійсненню цього плану і вже готові жорстоко розправитися з друзями. Але всіх вчасно підбирає Фейгін на мотороллерному візку і вони тікають від Сайкса. Починається погоня за героями по міських вулицях і метро. В ході переслідування, від удару машини Сайкса у візок Фейгіна, Дженніфер падає на капот автомобіля. Олівер стрибає до машини Сайкса і кусає його за руку, якою він тримає дівчинку, але той відкидає його на заднє сидіння, де Олівер стикається з Роско і ДеСото. Доджер біжить рятувати Олівера, в ході чого, при бійці, добермани вивалюються з машини і гинуть на рейках від ударів електричним струмом. Машина і візок виїжджають з тунелю на міст. Тіто сідає за кермо візка, а Фейгін йде допомогти Дженні. Героям назустріч по шляху рухається електропоїзд. Сайкс рветься схопити дівчинку, але Доджер і Олівер не дозволяють йому це зробити. Фейгін зі своєю командою хапають Дженні назад до себе і ухиляються, а Сайкс, в останній момент який скинув з себе згодом вижилих Доджером і Олівера, гине при зіткненні з поїздом - його машина вибухає від удару.
Наступним вранці, Фейгін і вся його команда святкують день народження Дженні у неї вдома. Незабаром ВІнстон отримує телефонний дзвінок від її батьків, що вони повертаються. Після свята, Доджер обіцяє Оліверу, що вони будуть час від часу навідуватися до нього. Фейгін і собаки прощаються з Дженні і її вихованцями, і по людних вулицях великого і небезпечного міста їдуть додому.

## Український дубляж
- Тимофій Кравець — Олівер
- Євген Малуха — Фегін
- Вероніка Лук'яненко — Дженні
- Захар Клименко — Доджер
- Павло Скороходько — Тіто
- Олександр Задніпровський — Ейнштейн
- Євген Пашин — Френсіс
- Анастасія Чумаченко — Ріта
- Микола Боклан — Сайкс
- В'ячеслав Дудко — Роско
- Сергій Кияшко — Десото
- Михайло Войчук — Вінстон
- Олена Узлюк — Жоржетта
- Пісні виконували: Ольга Нека, Сергій Юрченко, Роман Болдузєв, Тетяна Піроженко, Валентина Лонська

Фільм дубльовано студією «Le Doyen» на замовлення компанії «Disney Character Voices International» у 2017 році.
- Режисер дубляжу — Максим Кондратюк
- Перекладач — Дмитро Рассказов-Тварковський
- Перекладач пісень — Ілля Чернілевський
- Музичний керівник — Іван Давиденко
- Звукорежисер — Віктор Алферов
- Звукорежисер перезапису — Михайло Угрин